# Marco Coll
Marco Tulio Coll Tesillo (Barranquilla, 23 de agosto de 1935 – Barranquilla, 5 de junho de 2017) foi um futebolista colombiano. Ficou famoso por ter marcado o único gol olímpico da história das Copas, recebendo por este motivo a alcunha de "El Olimpico". Atuou pelo América de Cáli e por outros clubes de seu país.

## Carreira

### Clubes
Coll iniciou sua carreira atuando pelo Sporting de Barranquilla, jogando por quatro temporadas, de 1952 a 1955. No ano seguinte, foi contratado pelo Independiente Medellín. Nesta época, jogou a sua primeira partida pela Seleção Colombiana, atuando em jogos pelas Eliminatórias para a Copa do Mundo de 1958. Na época, jogava pelo Deportes Tolima, e no ano seguinte, teve uma curta passagem pelo Atlético Bucaramanga.
Ainda em 1960, passou a jogar na elite do futebol colombiano, quando foi contratado pelo América de Cáli. Em 1965 voltou para o Deportes Tolima, onde jogou até 1969. No biênio 1970-1971 jogou pelo Atlético Junior e, em seguida, se aposentou do futebol.

## Seleção
Fez parte do elenco que representou a Colômbia na Copa de 1962, realizada no Chile. Na partida contra a União Soviética, ele marcou um gol olímpico que permanece até hoje como o único marcado em Copas do Mundo, batendo o lendário goleiro soviético Lev Yashin. Este jogo acabou empatado em 4 a 4.

## Morte
Coll faleceu em 5 de junho de 2017 na sua cidade natal, Barranquilla, aos 81 anos de idade, após complicações de uma pneumonia.